# 분노의 왕국
《분노의 왕국》은 1992년 4월 6일부터 1992년 5월 26일까지 방송 되었던 MBC 월화 드라마이다. 원작인 《분노의 왕국》은 조선왕조의 적손 이하연이 일본 천황 즉위식에서 천황을 저격하면서 벌어지는 민족의식을 그린 소설로 제1회 MBC 문학상 수상작이다.

## 등장 인물
- 변영훈 : 이하연 역 - 한국재단이사, 일왕 암살 미수 사건의 장본인
- 김희애 : 민재경 역 - 이하연의 아내, 뉴욕타임스 기자 출신
- 이정길 : 이호(이하연의 아버지, 순종의 아들) / 순종 황제 역 (1인 2역)
- 고두심 : 이호의 아내 역 - 이하연의 어머니, 술집 작부
- 김무생[2] : 이자응 역 - 민재경의 삼촌
- 최불암 : 브로커 역 - 이하연에게 총을 건네주는 남자
- 임채무 : 이만도 역 - 이자응의 양자, 이자응이 구하던 순종의 증표를 찾기 위해 일본에 방문
- 송승환 : 이백수 역 - 이호의 맏아들, 이하연의 형
- 오현경 : 이복남 역 - 이하연의 누나, 술집 작부 (후에 자살)
- 이대원 : 어린 이하연(개똥이) 역
- 최상훈 : 주일한국대사관 직원 역 - 민재경의 조력자
- 김소이 : 유정 역 - 이하연의 소꿉 친구이자 과거 여자 친구, 부잣집 딸
- 박영지 : 야쿠자 역 - 이만도에게서 순종의 증표를 뺏어간 남자

## 참고 사항
- 1회에 방송된 일왕 저격 시도 장면에서 일왕 아키히토의 즉위 자료화면이 삽입되어 일본 측이 공식 항의를 하는 해프닝이 벌어졌으나, 예정대로 16회분이 제작되었다.[3]